# آلاسپریل
آلاسپریل (Alacepril) یک داروی مهارکننده آنزیم مبدل آنژیوتانسین و نوعی داروی کاهنده فشارخون است که دارای اثر مهارکننده سمپاتیک می‌باشد. برخی مطالعات نشان داده‌اند که این دارو اثر مفیدی در افراد مبتلا به فشارخون بالا و نفروپاتی دیابتی دارد و همچنین باعث بهبود متابولیسم گلوکز و لیپیدها می‌شود.